# Stilbia syriaca
Stilbia syriaca är en fjärilsart som beskrevs av Otto Staudinger 1892. Stilbia syriaca ingår i släktet Stilbia och familjen nattflyn. Inga underarter finns listade i Catalogue of Life.